# Karl Häseli
Karl Häseli (13 novembre 1948) è un bobbista svizzero.

## Biografia
Viene ricordato come vincitore di una medaglia di bronzo nella sua disciplina, ottenuta ai campionati mondiali del 1974 (edizione tenutasi a St. Moritz, Svizzera) insieme al connazionale Fritz Lüdi.
Nell'edizione l'argento e l'oro andarono alle nazionali tedesche. Vinse anche un'altra medaglia di bronzo sempre con lo stesso compagno ai mondiali del 1975.